# 橈骨骨幹部骨折および尺骨骨幹部骨折
橈骨骨幹部骨折（とうこつこっかんぶこっせつ）は前腕にある橈骨の骨幹部における骨折である。尺骨骨幹部骨折（しゃっこつこっかんぶこっせつ）は同じく前腕にある尺骨の骨幹部における骨折である。両者は合併することが多く、その場合は橈尺骨骨幹部骨折あるいは両前腕骨骨幹部骨折と呼ばれることがある。

## 部位
橈骨（とうこつ）と尺骨（しゃっこつ）は前腕にある細長い骨で、ともに近位が肘関節、遠位が手関節を形成する。手関節では母指（親指）側にあるのが橈骨、小指側にあるのが尺骨である。肘関節では外側（色黒で毛の生えている方）にあるのが橈骨、内側（色白で毛の生えていない方）にあるのが尺骨である。橈骨と尺骨は前腕骨と呼ばれることがある。橈骨も尺骨も両端は膨大しており、それを除いた中間の細い部分を骨幹部と呼ぶ。

## 原因
小児では転倒して手をつくなどの介達外力によることが多く、成人では骨折部への直接の打撃によることが多い。

## 症状
強い痛みや腫脹といった骨折の一般的な症状をともなう。橈骨と尺骨がともに折れると、前腕はその中央部で大きく変形することが多い。橈骨か尺骨の一方のみの骨折では、一般に変形が小さい。

## 診断
単純X線写真を、方向を90°変えて2枚撮影する。橈骨と尺骨の全長が写るようにして、肘関節および手関節の合併損傷の有無を把握する。

## 生じ得る合併損傷
骨幹部が折れるほどの強い力がかかると、骨以外の組織も損傷している恐れがある。皮膚が破れて出血することがあり、そのキズが骨折部につながっていれば開放骨折と呼ばれる。その場合、骨折部に体外の細菌が進入する恐れがあるので、治療が格段に複雑になる。血管や神経が傷ついて、手の血流が低下したり麻痺が生じることがある。また、肘関節や手関節の脱臼を伴うことがある。そのうち尺骨骨幹部骨折に、橈骨の肘関節における脱臼が合併したものをモンテジア骨折と呼ぶ。

## 治療

### 救急処置
痛みを減らし、内出血を減らす目的で外固定を行なう。その場合、上腕から手まで副子（副木またはシーネ）をあてがい、前腕部分を十分安定化させる。皮膚に損傷がありそれが開放骨折の場合は、急ぎ専門医療施設を受診させる。手の血流が低下したり麻痺がある場合も同様である。

### 治療の要点
変形せずに骨癒合させることが重要である。変形して骨癒合すると、前腕の回旋（肘を動かさない状態で手のひらを返す動き）が制限されることがある。橈骨と尺骨の長さに不均衡が生じて骨癒合すると、手関節に痛みが生じることがある。この骨折の骨癒合には時間がかかることが多く、時に骨がつかないこともある。

### 保存療法
小児の場合は骨膜が丈夫なので、若木骨折の形を取ったり、転位しても骨折端同士の接触が良好な場合が多い。また、小児は骨癒合する能力が高く、変形して骨癒合しても自然矯正が期待出来る。したがって小児では保存療法が成功することが多い。保存療法では、変形を出来る限り矯正し、上腕から手までギプス固定する。

### 手術療法
成人の場合は手術療法を要することが多い。骨折部を展開して整復し、プレートと骨ネジで固定する。あるいは骨折部を展開しないで、離れた部位より髄内釘や鋼線を挿入する。骨癒合後のプレートの抜去が早いと、同じ場所で再骨折することがある。

### リハビリテーション
骨幹部の周囲には手や指を動かす筋肉が存在するので、骨折によってこれら筋肉が癒着することがある。そのため保存療法であれ手術療法であれ、手や指を動かすリハビリテーションが重要である。また、折れた腕を安静にしていると肩関節が容易に拘縮するので、肩の運動も重要である。